# Orthogonioptilum pancratia
Orthogonioptilum pancratia är en fjärilsart som beskrevs av Gustav Weymer 1903. Orthogonioptilum pancratia ingår i släktet Orthogonioptilum och familjen påfågelsspinnare. Inga underarter finns listade i Catalogue of Life.